# Lambdina semiundaria
Lambdina semiundaria är en fjärilsart som beskrevs av Alpheus Spring Packard 1876. Lambdina semiundaria ingår i släktet Lambdina och familjen mätare. Inga underarter finns listade i Catalogue of Life.